# Краєвиці
Краєвиці (пол. Krajewice, нім. Krajewitz) — село в Польщі, у гміні Ґостинь Гостинського повіту Великопольського воєводства.
Населення — 522 особи (2011).
У 1975-1998 роках село належало до Лешненського воєводства.

## Демографія
Демографічна структура станом на 31 березня 2011 року:
|          | Загалом | Допрацездатний вік | Працездатний вік | Постпрацездатний вік |
| -------- | ------- | ------------------ | ---------------- | -------------------- |
| Чоловіки | 256     | 55                 | 184              | 17                   |
| Жінки    | 266     | 60                 | 167              | 39                   |
| Разом    | 522     | 115                | 351              | 56                   |